# 南昌道情
南昌道情是曲艺的一种，形成于清代乾隆年间，清末开始流行于南昌、新建等地。原来的演唱形式为演员一手打板，一手打渔鼓，进行坐唱。为了更好地表达情感，艺人李多根、万柳根、李万寿等人加用了一面小钹，这样敲一下有三响，可以对一些戏曲锣鼓点进行模仿，增强其艺术表现力，使之风味独特。
其曲调一般四句一段，或上下两句重复，演唱时用的是南昌方言。演唱者根据唱调的喜怒哀乐和语言的四声趋势予以变化，中间似说似唱，可长可短，到一段落即拖腔结束，再击“三响”过门。
其传统曲目有《辜家记》、《南瓜记》、《贤德记》、《花轿记》、《篾棚记》、《光复记》、《银元记》、《四十八个寡妇闹江西》等。中华人民共和国成立后，对其加工改编，并创作了一批反映现代生活的新曲目，如《大渡河》、《学雷锋》、《媒人出嫁》等等。